# Thomas Lennard, I conte di Sussex
Thomas Lennard, I conte di Sussex (13 maggio 1654 – 30 ottobre 1715), è stato un nobile e politico inglese.
Divenne conte di Sussex nel 1674 quando sposò lady Anne Palmer, figlia illegittima di re Carlo II d'Inghilterra. Dal padre aveva già ereditato il titolo di barone Dacre che divenne vacante nel 1715.
Lennard fu un sostenitore dello sviluppo dello sport del cricket che praticò assiduamente durante tutta la sua vita.